# Estructuras de control
En lenguajes de programación, las estructuras de control permiten modificar el flujo de ejecución de las instrucciones de un programa.
Con las estructuras de control se puede: 
- De acuerdo con una condición, ejecutar un grupo u otro de sentencias (If-Then-Else)
- De acuerdo con el valor de una variable, ejecutar un grupo u otro de sentencias (Switch-Case)
- Ejecutar un grupo de sentencias solo cuando se cumpla una condición (Do-While)
- Ejecutar un grupo de sentencias hasta que se cumpla una condición (Do-Until)
- Ejecutar un grupo de sentencias un número determinado de veces (For-Next)

Todas las estructuras de control tienen un único punto de entrada. Las estructuras de control se pueden clasificar en: secuenciales, iterativas y de control avanzadas. Esta es una de las cosas que permiten que la programación se rija por los principios de la programación estructurada.
Los lenguajes de programación modernos tienen estructuras de control similares. Básicamente lo que varía entre las estructuras de control de los diferentes lenguajes es su sintaxis; cada lenguaje tiene una sintaxis propia para expresar la estructura.
Otros lenguajes ofrecen estructuras diferentes, como por ejemplo los comandos guardados.

## Tipos de estructuras de control
Algunas estructuras de control en el lenguaje Java.

### Antecedentes
El término "estructuras de control" viene del campo de la ciencia computacional. Cuando se presentan implementaciones de Java para las estructuras de control, nos referimos a ellas con la terminología de la Especificación del lenguaje Java, que se refiera a ella como instrucciones modernas.

### Ejecución secuencial
Por lo general, las instrucciones se ejecutan una después de la otra, en el orden en que están escritas, es decir, en secuencia.
Este proceso se conoce como ejecución secuencial,

### Transferencia de control
En Java, como en otros lenguajes de programación por excelencia como C y C++, el programador puede especificar que la siguiente instrucciones a ejecutarse tal vez no sea la siguiente en secuencia. Esto se conoce como transferencia de control.
Hay que tener en cuenta que la instrucción goto es una palabra reservada pero no se utiliza ni se recomienda. Un programa bien estructurado no necesita esta instrucción.

### De selección
Las estructuras de control de selección ejecutan un bloque de instrucciones u otro, o saltan a un subprograma o subrutina según se cumpla o no una condición.

#### Estructura de control
Las estructuras de control, denominadas también sentencias de control, permiten tomar decisiones y realizar un proceso repetidas veces. Se trata de estructuras muy importantes, ya que son las encargadas de controlar el flujo de un programa.

#### Select-Case
Esta sentencia permite ejecutar una de entre varias acciones en función del valor de una expresión. Es una alternativa a if then else cuando se compara la misma expresión con diferentes valores.
- Se evalúa la expresión, dando como resultado un número.
- Luego, se recorren los "Case" dentro de la estructura buscando que el número coincida con uno de los valores.
- Es necesario que coincidan todos sus valores.
- Cuando se encuentra la primera coincidencia, se ejecuta el bloque de sentencias correspondiente y se sale de la estructura Select-Case.
- Si no se encuentra ninguna coincidencia con ningún valor, se ejecuta el bloque de sentencias de la sección "Case Else".

```
   
Select
 
(
Expresión
)

      
Case
 
Valor1

         
(
Bloque
 
de
 
sentencias
 
1
)

      
Case
 
Valor2

         
(
Bloque
 
de
 
sentencias
 
2
)

      
Case
 
Valor
 
n

         
(
Bloque
 
de
 
sentencias
 
n
)

      
Case
 
Else

         
(
Bloque
 
de
 
sentencias
 
"Else"
)

   
End
 
Select

```

### Estructuras de control iterativas
Las estructuras de control iterativas o de repetición, inician o repiten un bloque de instrucciones si se cumple una condición o mientras se cumple una condición.

#### Do-While
Mientras la condición sea verdadera, se ejecutarán las sentencias del bloque.
```
   
Do
 
While
 
(
Condición
)

      
(
Bloque
 
de
 
sentencias
)

   
Loop

```

que también puede expresarse:
```
   
While
 
(
Condición
)

      
(
Bloque
 
de
 
sentencias
)

   
wend

```

#### Do-until
Se ejecuta el bloque de sentencias, hasta que la condición sea verdadera
```
   
Do

      
(
Bloque
 
de
 
sentencias
)

   
Loop
 
Until
 
(
Condición
)

```

#### For-Next
La sentencia For da lugar a un lazo o bucle, y permite ejecutar un conjunto de sentencias cierto número de veces. 
- Primero, se evalúan las expresiones 1 y 2, dando como resultado dos números.
- La variable del bucle recorrerá los valores desde el número dado por la expresión 1 hasta el número dado por la expresión 2.
- El bloque de sentencias se ejecutará en cada uno de los valores que tome la variable del bucle.

```
   
For
 
(
Variable
)
 
=
 
(
Expresión1
)
 
To
 
(
Expresión2
)
 
STEP
 
(
Salto
)

      
(
Bloque
 
de
 
sentencias
)

   
Next

```

## Estructuras anidadas
Las estructuras de control básicas pueden anidarse; es decir, pueden ponerse una dentro de otra.

### Estructura For-Next dentro de una estructura If-Then-Else
```
   
IF
 
A
 
>
 
B
 
THEN

      
FOR
 
X
 
=
 
1
 
To
 
5

         
(
Bloque
 
de
 
sentencias
 
1
)

      
NEXT

   
ELSE

      
(
Bloque
 
de
 
instrucciones
 
2
)

   
END
 
IF

```

### Estructura If-Then-Else dentro de estructura For-Next
```
   
FOR
 
x
 
=
 
11
 
TO
 
20
 
step
 
2

      
IF
 
A
 
==
 
C
 
THEN

       
(
Bloque
 
de
 
instrucciones
)

      
ELSE

       
(
Bloque
 
de
 
instrucciones
)

      
END
 
IF

   
NEXT

```

### Estructura For-Next que está dentro de estructura Do-While
```
 
Do
 
While
 
A
 
>
 
0

    
For
 
X
 
=
 
1
 
to
 
10

       
(
Bloque
 
de
 
instrucciones
)

    
Next

    
A
 
=
 
A
 
-
 
1

 
Loop

```